# 赵谨
趙谨（1127年—？），北宋皇子。 
《靖康稗史》虚构的宋朝第九代皇帝宋钦宗赵桓的第二子，按《稗史》1127年，靖康之变，宋徽宗、宋钦宗被金兵所虏，九月初六日，宋钦宗的朱慎德妃生子赵谨。其后命运不详。　